# 纳贡
纳贡，是中国古代的政治制度，可以指：

## 进贡（贡纳制度）
即进贡。宗主国接受藩属国呈献的礼品或君王接受臣民呈献的礼品。古代诸侯、藩王等向天子贡献财物，也指域外的國家前來進貢。比如古代周边各少数民族如匈奴、西域等及邻国向中原王朝进献当地珍物，表示依附臣属关系。即所谓贡纳制度。封建统治阶级对边疆少数民族所规定的称臣纳贡、定期朝觐的政策。属于招抚和怀柔性政策。贡纳制度对贡品、贡期、贡道、贡使人数和到京时间都有规定。以明朝为例，朝廷要求进贡当地土特产，不要“过侈”，不要进贡非本地产物。西双版纳傣族进入领主制之初，耕种份地的农奴除向领主交纳实物地租和劳役地租外，还要按传统向各级领主提供贡纳。
贡纳制度源于上古。郭沫若《中国史稿》称：“商代遗址中出土的龟甲、鲸鱼骨、鲟鱼骨、海贝、玉石都是商朝通过交换或贡纳方式得来的，说明商朝的影响远远超出其统治区域。”日本学者早川二郎提出的亚细亚生产方式理论。他提出亚细亚生产方式是“贡纳制度”。认为马克思、恩格斯的“亚细亚生产方式”概念不是指一种独立的社会经济形态，而是指一种原始社会与早期奴隶制度混合的贡纳制度。

## 国子监贡监生
纳贡，一名“援例生员”。明代科举制度中国子监贡监生之一。明代准许纳资入国子监。明朝规定凡由府、州、县生员身份以纳粟、纳马或纳银等纳资手段捐纳成为国子监学生、取得贡士资格的人称为纳贡，由普通身份纳资入监者，称为例监。景泰四年（1453年）四月，令生员纳粟为国子生。自后纳粟入监者日多。清代沿用此制，称为例贡，均不算正途出身。